# Kloster Dochiariou

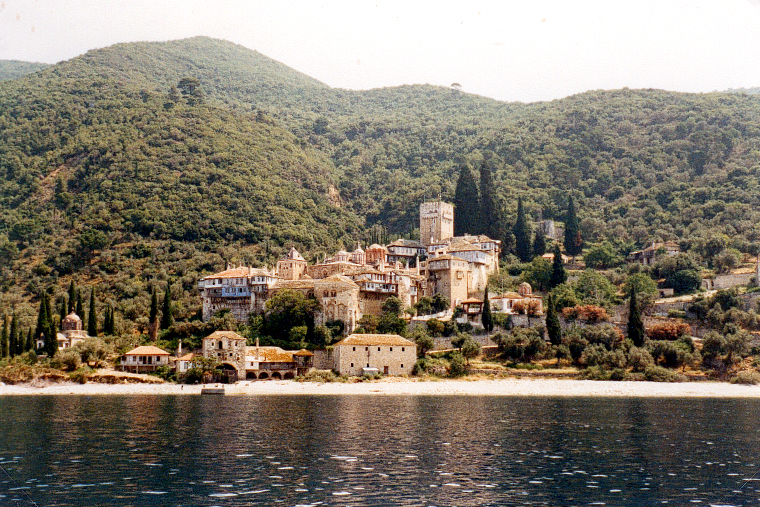
Ansicht des Klosters Dochiariou von See aus

Das Kloster Dochiariou (griechisch Ι. Μ. Δοχειαρίου, Rechnungsführer) ist ein griechisch-orthodoxes Kloster in Athos, Griechenland. In der Klosterhierarchie des Athos belegt es den zehnten Rang. Es wurde vor 1013 durch Dochiarius gegründet und befindet sich am jetzigen Ort seit ca. 1100.
Das Kloster liegt an der Westküste des Athos und ist das erste Kloster, das von Ouranoupolis kommend zu sehen ist. Der Klosterbau, verwinkelt an einem Hang um das Katholikon (Hauptkirche) gebaut, stammt aus dem 16. Jahrhundert und wird durch den Bibliotheksturm im hinteren Bereich deutlich überragt. Die Klostergemeinschaft ist seit 1980 koinobitisch. Aktuell leben rund 20 Mönche im Kloster und zwei Mönche außerhalb in einem Kellion. Der Klosterfeiertag ist am 8. November (Erzengel Michael).